# Bălaia (okręg Bihor)
Bălaia – wieś w Rumunii, w okręgu Bihor, w gminie Tileagd. W 2011 roku liczyła 641 mieszkańców.